# Монтепрандоне
Монтепрандо̀не (на италиански: Monteprandone, на местен диалект Munneprannù, Мунепрану) е град и община в Централна Италия, провинция Асколи Пичено, регион Марке. Разположен е на 256 m надморска височина. Населението на общината е 12 428 души (към 2011 г.).